# Pierre de Lancrau
Pierre de Lancrau (mort le  18 octobre 1598), est un ecclésiastique qui fut évêque de Lombez de 1566 à 1597.

## Biographie

### Origine
Il est le fils de Mathurin de Lancrau et d'Anne Bouttier, né sans doute pour l'Abbé Angot à la Saudraie (Astillé), dont son père avait fait reconstruire le manoir. 
La famille de Lancrau est de vieille noblesse, originaire de la terre de Lancrau à Chantocé, mais qu'on trouve dès le commencement du XVe siècle au Verger de Montigné (Montigné-le-Brillant), au Bois-Ragot de Cossé-le-Vivien, à la Saudraie surtout qui resta pendant plus d'un siècle sa résidence principale, et qui par l'alliance avec les Bréon s'est installée en Mayenne. Les armes qu'elle déclare en 1667 et qu'elle porte toujours sont : d'argent au chevron de sable, accompagné de 3 roses de gueules boutonnées d'or, 2 et 1.

### Religion
Il fit imprimer à Avignon en 1552 la traduction des Excitationes animi in Deum de Jean Louis Vivès. En 1565, il donne procuration à Paris pour faire prendre possession de la Chapelle du Bois-Ragot (Cossé-le-Vivien), et n'a d'autre titre alors que celui d'abbé de Saint-Jean d'Orbestier au Diocèse de Luçon,.
Pierre de Lancrau est le coadjuteur de son prédécesseur, Mgr Antoine Olivier, évêque de Lombez, à qui il succède. Il assiste au concile de Toulouse en 1590 avant de résigner son siège en faveur de Jean Daffis, son propre coadjuteur.
Il meurt l'année suivante évêque émérite de Lombez.
De 1580 à 1591, il fut propriétaire de l'hôtel du Vieux-Raisin à Toulouse qu'il fit notamment orner de spectaculaires fenêtres à atlantes de style Renaissance.
Par testament du 10 avril 1598 il lègue 12.000 ₶ à son neveu Jean de Lancrau, pour lequel il avait précédemment entretenu un régiment.